# Emil Brig
Emil Brig (em hebraico:  אמיל בריג) (7 de abril de 1924 – 28 de março de 2002) foi um soldado israelense das Forças de Defesa de Israel que lutou na Guerra de Independência e que foi um dos doze agraciados com a barreta de Herói de Israel.

## Biografia
Emil Brig nasceu em Tarnow, na Polônia, e com a eclosão da Segunda Guerra Mundial, fugiu do gueto de Tarnow para o leste, chegando depois de muitas dificuldades na Bucovina. Lá ele foi capturado e levado para o fosso da morte, mas permaneceu entre os últimos e foi salvo quando o fim das execuções foi anunciado. Ele foi então espancado até ficar inconsciente. Brig localizou seu pai e sua irmã, mas os três foram capturados. Enquanto estavam em um trem a caminho de um campo de concentração, eles pularam e, junto com seu pai, Brig fugiu para os Montes Cárpatos e se juntou aos partisans. Nas operações em que participou, presenciou a morte do pai e, na busca pela irmã, transitou entre casas e sobreviveu a um ataque de soldados alemães a uma casa onde estava escondido. Na Hungria, ele se juntou ao Movimento Juvenil Sionista e, depois de algum tempo, foi preso por suas atividades e condenado à morte. A chegada do Exército Vermelho impediu sua execução no dia em que a sentença deveria ser executada. Brig alistou-se nas fileiras do Exército Vermelho e, após o fim da guerra, imigrou para a Palestina.
Ele viveu em Tel Yitzhak por dois anos. Naquela época, ele era membro da Haganá e durante a Guerra Árabe-Israelense de 1948 serviu na Brigada Golani e lutou no Vale do Jordão. No dia da Declaração de Independência, ele participou da operação para explodir as três pontes sobre o rio Jordão em Jisr al-Majma'iyah, perto do kibbutz de Gesher, durante a Batalha de Gesher, e depois que duas das três cargas falharam, ele saiu e explodiu as pontes restantes, uma operação pela qual foi condecorado como Herói de Israel:
Em 14 de maio de 1948, durante o ataque inimigo ao grupo da ponte, os defensores tentaram em vão ativar o explosivos, que haviam enterrado anteriormente sob a ponte, a caminho do ponto. Quando os veículos blindados inimigos começaram a se aproximar do ponto, e toda a área estava coberta por fogo inimigo intenso, o sargento Emil Brig avançou até a ponte e nos últimos momentos conseguiu ativar os explosivos, explodir a ponte e impedir que o inimigo atacasse o ponto a curta distância. O próprio sargento Emil Brig retornou em segurança à base.— Condecoração de Heroísmo para Emil Brig
Após a Guerra de Independência, ele participou da busca por criminosos de guerra nazistas na Europa. Em Tel Aviv, ele fundou o escritório "Castell" para vender ingressos para shows. Brig publicou um livro autobiográfico chamado "Levante-se e lute".
Brig morreu em 2002 e foi enterrado no Cemitério Militar Kiryat Shaul.

## Links externos
Media relacionados com Emil Brig no Wikimedia Commons